# Manfred Matyschik
Manfred Matyschik (* 21. November 1940) war Fußballspieler in der DDR-Oberliga. In der höchsten Spielklasse des DDR-Fußballs war er für den FC Karl-Marx-Stadt und die BSG Sachsenring Zwickau aktiv. Mit dem FC Karl-Marx-Stadt wurde er 1967 DDR-Meister.
Im Fußball-Männerbereich begann Matyschik ab 1958 für die Betriebssportgemeinschaft (BSG) Aktivist Karl Marx im westsächsischen Zwickau zu spielen. 1962 stieg er mit der BSG aus der II. DDR-Liga in die zweitklassige I. DDR-Liga auf. Als er in der Saison 1964/65 mit zwölf Meisterschaftstoren erfolgreich war, wurde der Oberligist und benachbarte Fußballschwerpunkt FC Karl-Marx-Stadt (FCK) auf den 24-jährigen Stürmer aufmerksam und holte ihn in seine Mannschaft. 
In der DDR-Eliteliga konnte sich Matyschik nicht durchsetzen. In seiner ersten Oberligasaison 1965/66 kam er erst am 24. Spieltag zum Einsatz, als er am 4. Mai 1966 in der Begegnung Chemie Leipzig – FCK (1:0) als halblinker Stürmer aufgeboten wurde. 1966/67 bestritt er sechs Oberligaspiele auf unterschiedlichen Angriffspositionen, ohne zu einem Torerfolg zu kommen. Damit hatte er nur geringen Anteil am Gewinn der DDR-Meisterschaft durch den FCK. Nachdem im DDR-Fußball in der Spielzeit 1967/68 ein- und ausgewechselt werden konnte, kam Matyschik am 14. und 15. Spieltag noch zu zwei Kurzzeiteinsätzen als Einwechselspieler. Die Partie des 15. Spieltages FCK – 1. FC Lok Leipzig (0:1) am 2. März 1968 war Matyschiks letztes Pflichtspiel in der Karl-Marx-Städter Oberligamannschaft. Innerhalb von drei Spielzeiten hatte er es lediglich auf zehn Einsätze gebracht, darunter ein Pokalspiel 1966. Obwohl jeweils als Stürmer eingesetzt, schoss er keine Tore. 
In den Spielzeiten 1968/69 und 1969/70 spielte Matyschik für den Oberligisten BSG Sachsenring Zwickau. Auch dort schaffte er es nicht zum Stammspieler. In jeder Saison wurde er in sieben Punktspielen als Stürmer eingesetzt, bestritt aber nur fünf Partien über die volle Spieldauer. In jeder Spielzeit gelang ihm ein Treffer. Nach Abschluss der Saison 1969/70, in der er ohnehin nur noch in der Hinrunde gespielt hatte, beendete Matyschik 29-jährig seine Laufbahn als Leistungssportler.